# Bancole
Bancole è una frazione del comune di Porto Mantovano, in provincia di Mantova. Il toponimo ha un'origine molto antica derivando dal termine longobardo Banka-Panka che significava "striscia di terra più elevata".
L'edificio religioso principale della frazione è la chiesa di Santa Maria Maddalena, edificata nel 1601 e ristrutturata dall'architetto Giovanni Battista Vergani nel secolo XVIII. La parrocchia giuridicamente fu creata il 24 marzo 1614. Nella frazione è presente anche la storica Corte Schiarino.